# Tonton Semakala
Tonton Semakala (Kinshasa, Zaire, 5 de abril de 1975) es un deportista sueco que compitió en boxeo. Ganó una medalla de bronce en el Campeonato Mundial de Boxeo Aficionado de 1997, en el peso superligero.
En mayo de 1998 disputó su primera pelea como profesional. En su carrera profesional tuvo en total 18 combates, con un registro de 17 victorias y una derrota.

## Palmarés internacional
| Campeonato Mundial | Campeonato Mundial | Campeonato Mundial | Campeonato Mundial |
| Año                | Lugar              | Medalla            | Categoría          |
| ------------------ | ------------------ | ------------------ | ------------------ |
| 1997               | Budapest (Hungría) | Medalla de bronce  | 63,5 kg            |